# Auguste Rodin

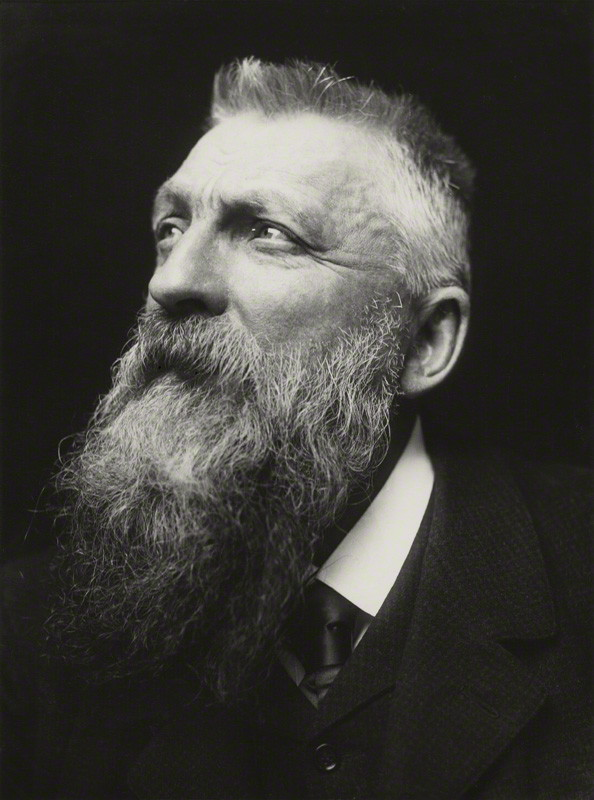
Auguste Rodin, Fotografie von George Charles Beresford, 1902

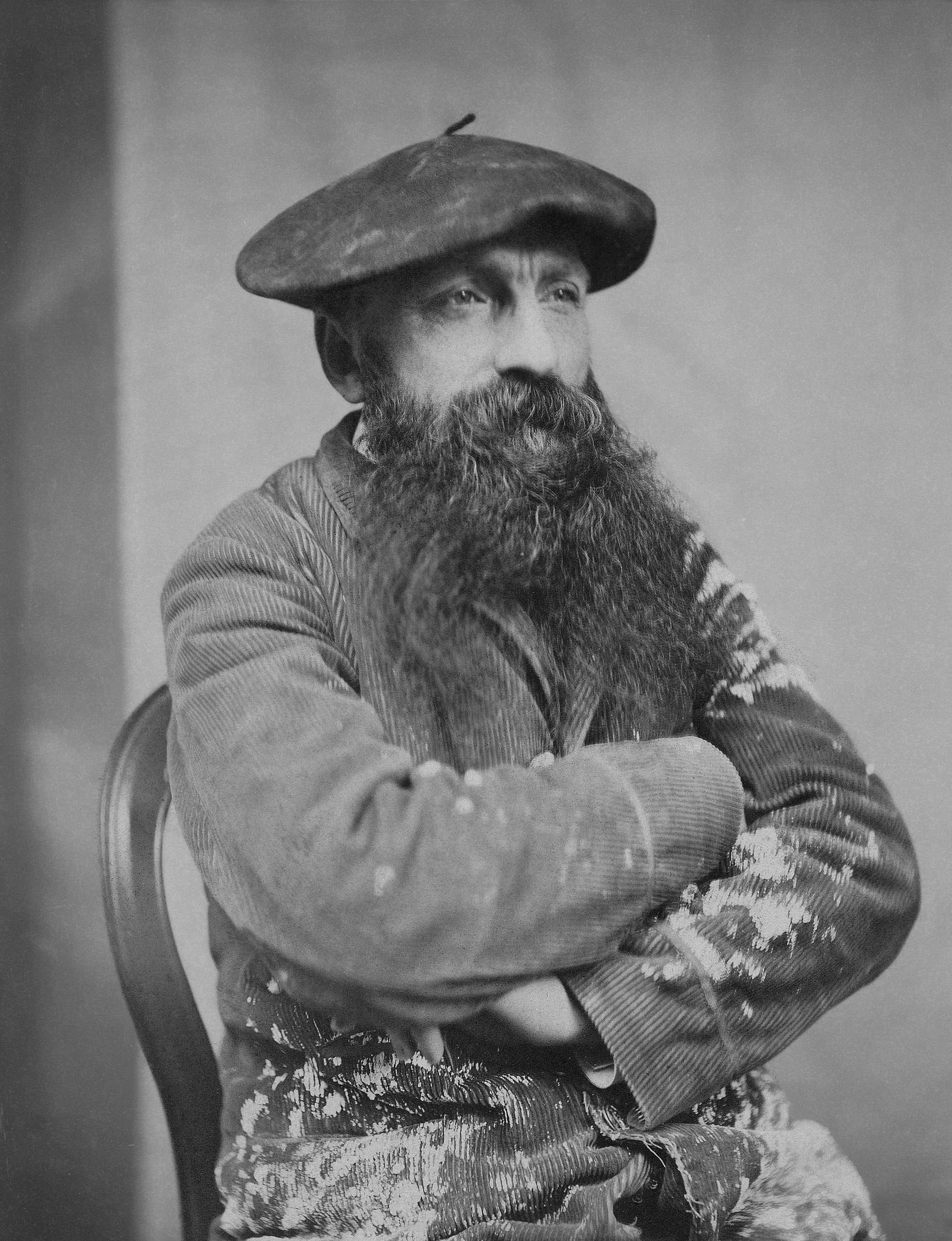
Auguste Rodin

François-Auguste-René Rodin [fʁɑ̃ˈswa oˈgyst ʁəˈne ʁɔˈdɛ̃] (* 12. November 1840 in Paris; † 17. November 1917 in Meudon) war ein französischer Bildhauer und Zeichner. Mit ihm begann das Zeitalter der modernen Plastik und Skulptur.

## Leben

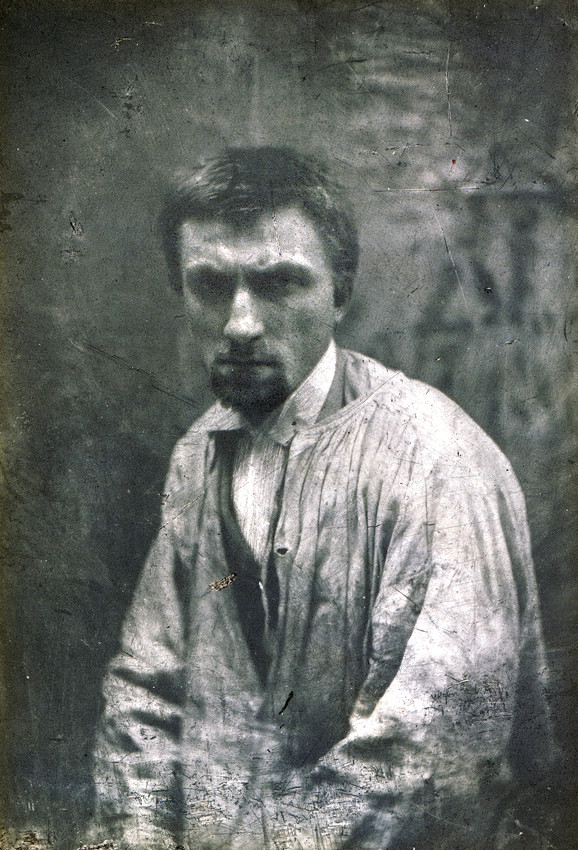
Auguste Rodin fotografiert von Charles Hippolyte Aubry, ca. 1862

Auguste Rodin stammte aus einer konservativen Beamtenfamilie; sein Vater arbeitete in der Polizeiverwaltung. Mit 13 Jahren wurde Rodin 1853 Schüler an der École Spéciale de Dessin et de Mathématiques, bekannt als „Petite École“. Dort blieb er bis 1857. Während dieser Zeit versuchte er dreimal vergeblich, als Student an der berühmten École nationale supérieure des beaux-arts de Paris aufgenommen zu werden, um Bildhauerei zu studieren. Daher setzte er seine künstlerische Karriere ohne weitere offizielle Ausbildung fort.
Als 1862 seine Schwester starb, geriet Rodin in eine Lebenskrise und trat dem Orden Pères du Saint-Sacrement bei. Schon beim Eintritt in den Orden wurde er für sein künstlerisches Schaffen für alle Zeit freigestellt.

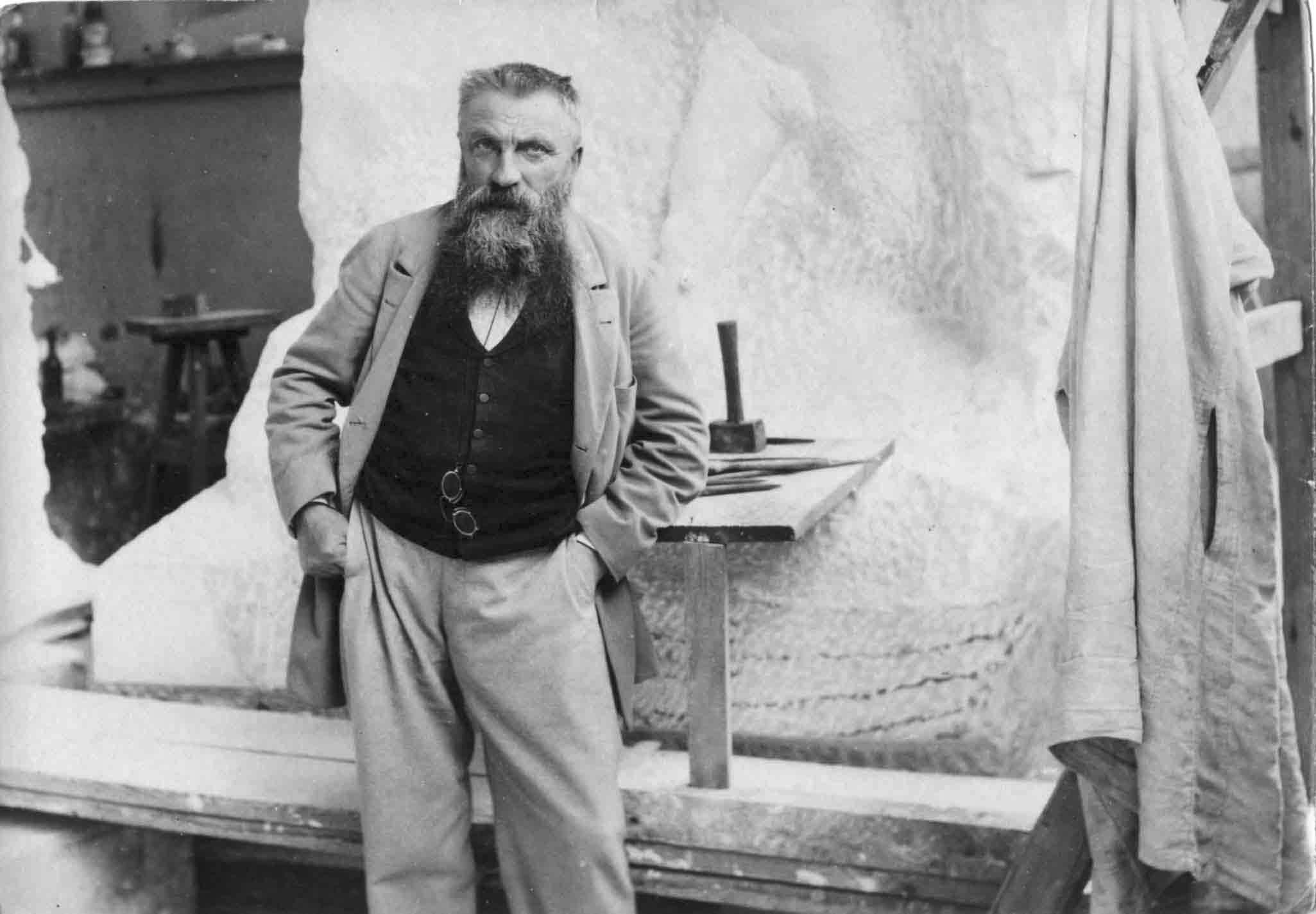
Auguste Rodin, 1898

Zwei Jahre später wurde Rodin Schüler von Albert-Ernest Carrier-Belleuse. Er folgte seinem Meister 1870 nach Brüssel, aber die künstlerische Auseinandersetzung wuchs zu einem handfesten Streit aus, und Rodin trennte sich 1870 von Carrier-Belleuse. Ab dieser Zeit erfuhr Rodin durch öffentliche Aufträge auch seine erste künstlerische Anerkennung.

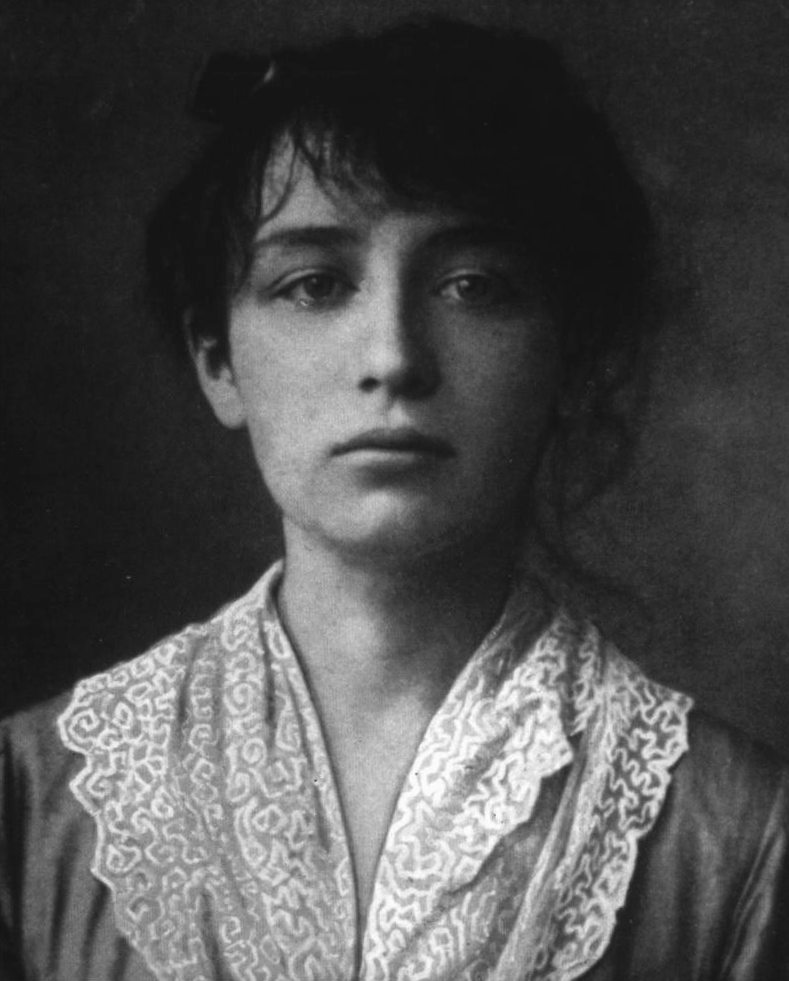
Camille Claudel, 1884

In den Jahren 1875/1876 unternahm Rodin eine Studienreise nach Italien, um das Geheimnis Michelangelos zu entschlüsseln. 1877 kehrte er nach Paris zurück, unter anderem, um Frankreichs gotische Kathedralen zu studieren. Die Porzellanmanufaktur in Sèvres nahm Rodin für die Jahre 1879/1882 unter Vertrag. 1883 lernte Rodin Camille Claudel kennen. Sie wurde zuerst seine Schülerin, später seine Geliebte. Die Trennung erfolgte im Jahr 1893.

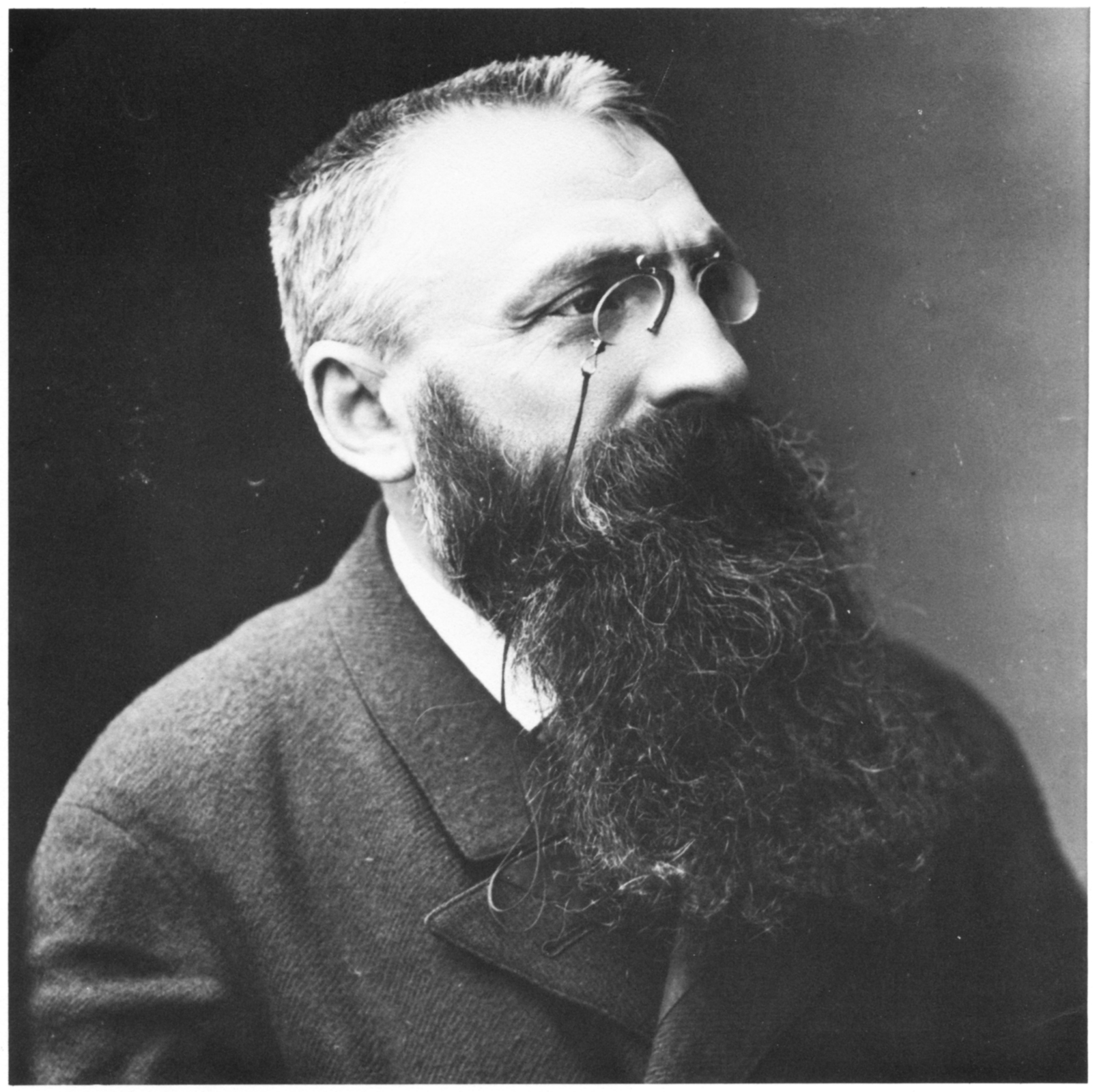
Auguste Rodin, 1893 fotografiert von Nadar

1894 ließ sich Rodin in Meudon nieder und scharte dort einen Kreis junger Schriftsteller und Künstler um sich. „Sie sind es, der in unserem Jahrhundert die glorreichste, die vollendetste Verkörperung der plastischen Kunst darstellt“, so der zeitgenössische prominente Kunstkritiker Octave Mirbeau zu Rodin.

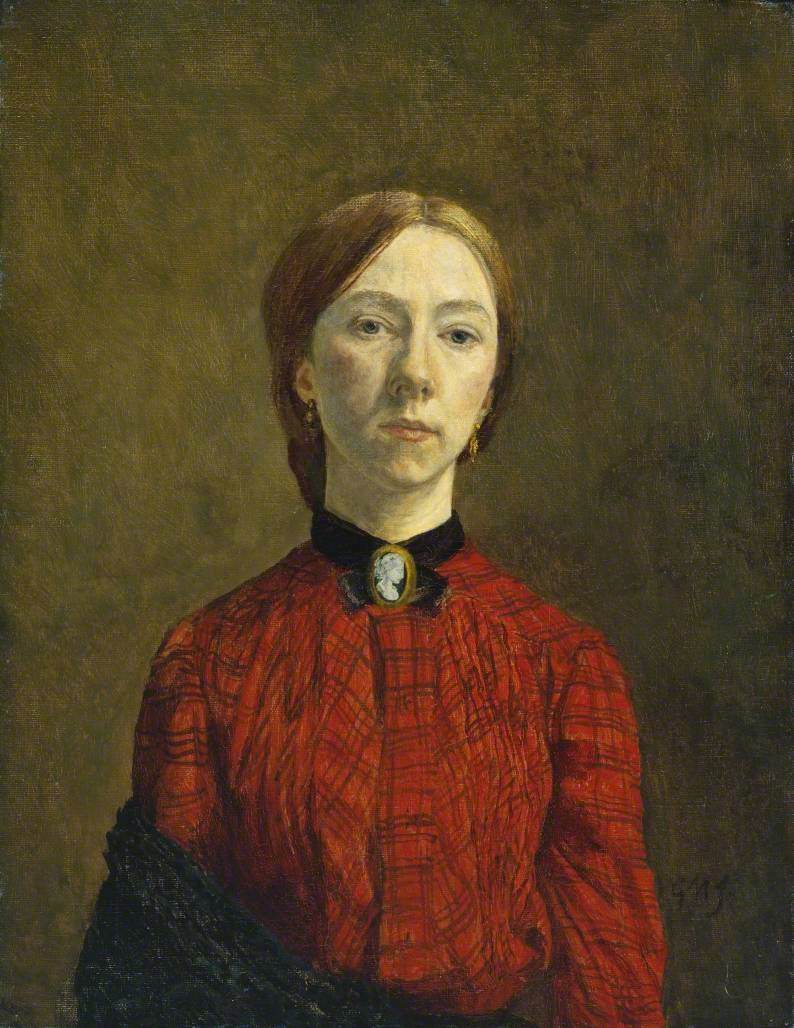
Gwen John: Selbstporträt 1902, Tate Gallery, London

Um die Jahrhundertwende nahm Rodin an den frühen Ausstellungen der Pastel Society teil. Bei der Weltausstellung in Paris 1900 wurden im Pavillon Rodin 171 seiner Werke präsentiert. Im Jahr 1904 lernte er die Malerin Gwen John aus Wales kennen, sie wurde sein Modell und für etwa zehn Jahre seine Geliebte. Im selben Jahr wurde er Präsident der International Society of Sculptors, Painters and Gravers (zuvor Vizepräsident) und löste in dieser Position James McNeill Whistler ab. In den Jahren 1905/1906 war Rainer Maria Rilke als Privatsekretär Rodins tätig. Im Pariser Hôtel Biron installierte Rodin 1907 ein weiteres Atelier, das heute als Musée Rodin zu besichtigen ist.

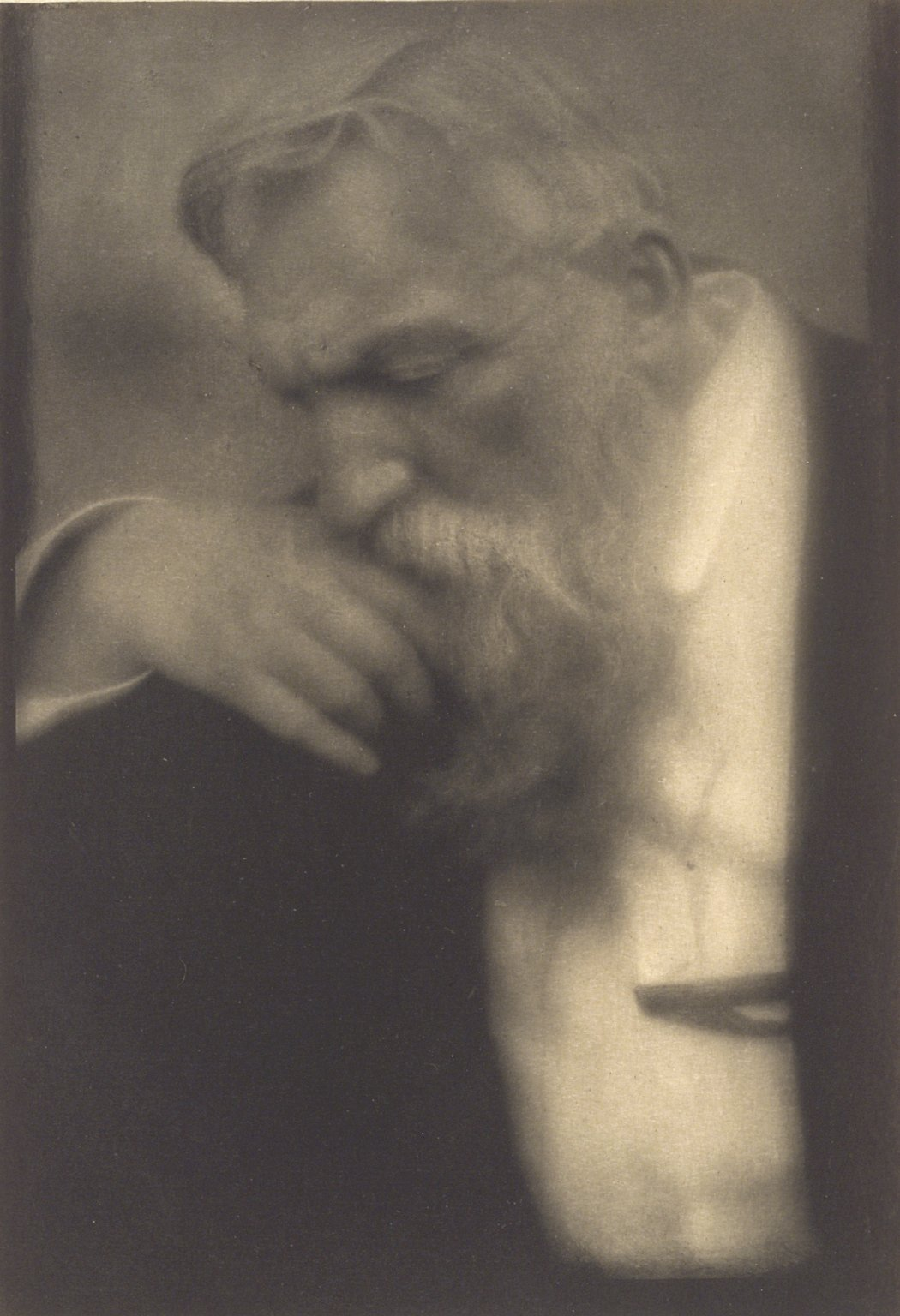
Auguste Rodin, fotografiert von Edward Steichen, 1911

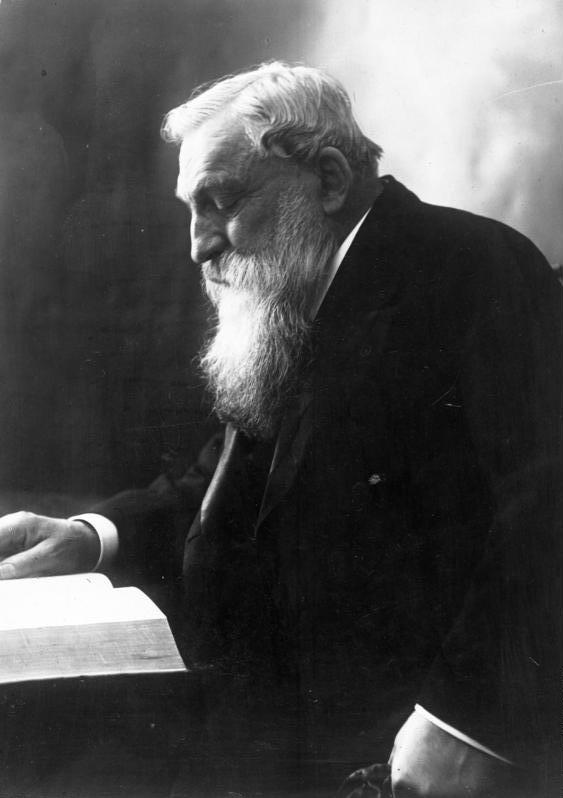
Rodin, 1914

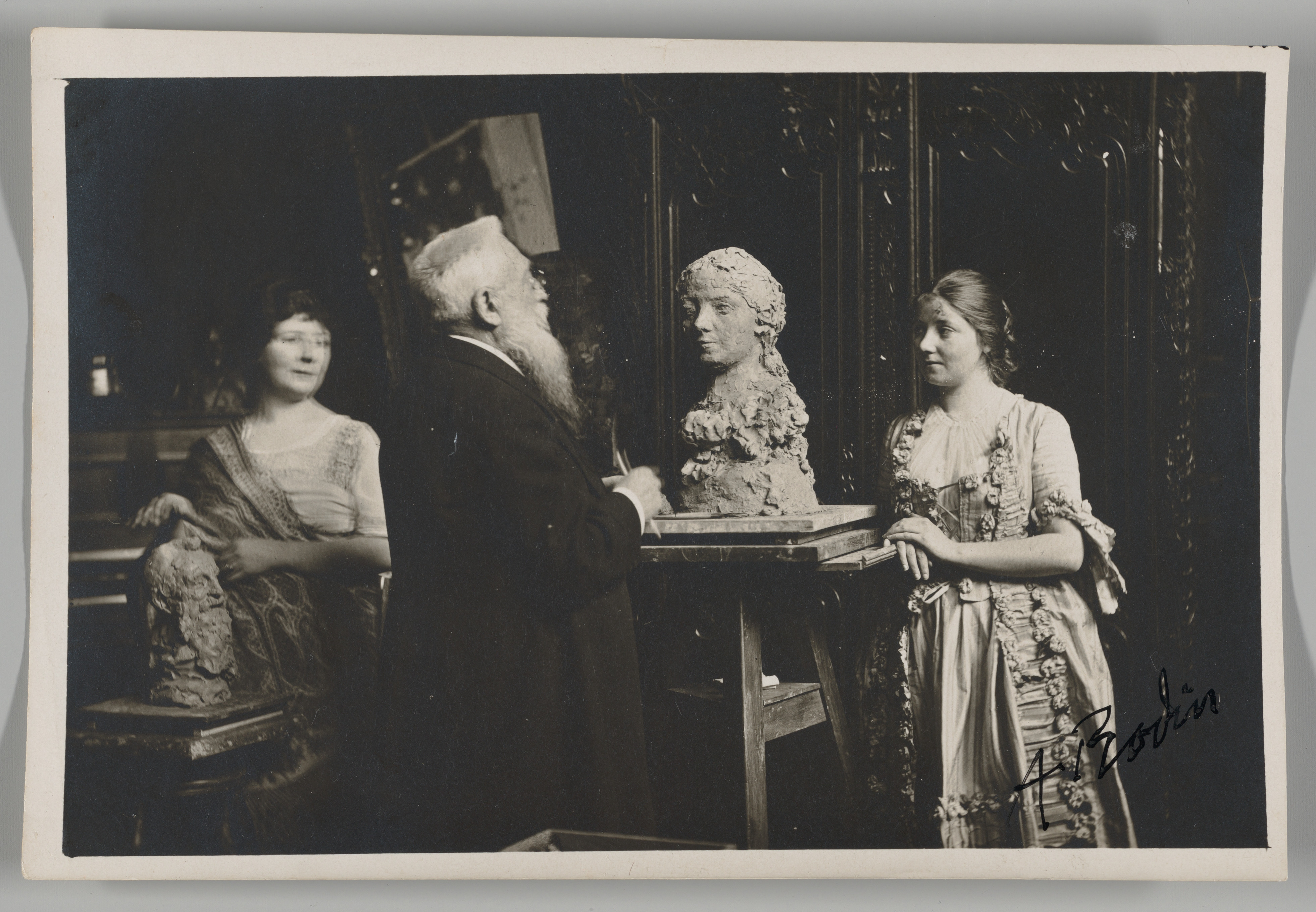
Jeanne Bardey, August Rodin und Henriette Bardey,
Foto: Eugène Druet, 1915

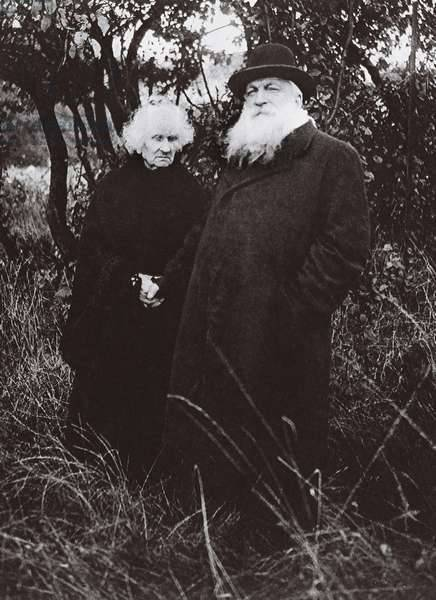
Auguste Rodin und Rose Beuret, Meudon, 1916

Im Alter von 76 Jahren heiratete Rodin im Januar 1917 seine langjährige Lebensgefährtin Rose Beuret, die bereits im Februar an einer Lungenentzündung starb. Am 17. November 1917 starb Auguste Rodin in Meudon. Am 24. November wurde Rodin im Park des Musée Rodin de Meudon neben seiner Frau Rose beigesetzt.
Anlässlich des 100. Todestages erschien im Februar 2017 eine 2-Euro-Gedenkmünze.

## Sammlungen
Neben dem Musée Rodin in Paris widmen sich das Musée Rodin in Meudon und das Rodin Museum in Philadelphia dem Leben und Werk des Künstlers. Eine umfangreiche Sammlung seiner Arbeiten ist zudem im Nationalmuseum für westliche Kunst in Tokio zu sehen. Die zweitgrößte Sammlung von Rodins Werken nach dem Musée Rodin befindet sich an der Stanford University aus dem Nachlass von B. Gerald Cantor, der 1996 starb und die größte Privatsammlung von Werken Rodins besaß. Im Museo Soumaya in Mexiko-Stadt finden sich etwa 380 der Skulpturen Rodins.

## Auszeichnungen und Ehrungen
- 1902: Ernennung zum Ehrenmitglied der Dresdner Kunstakademie.[7]
- 1905: Ehrendoktorwürde der Universität Jena.[8]
- 1906: Assoziiertes Mitglied der Académie royale des Sciences, des Lettres et des Beaux-Arts de Belgique[9]
- 1910: Großoffizier der Ehrenlegion
- 1976: Benennung eines Kraters auf dem Merkur nach ihm: Merkurkrater Rodin
- 1996: Benennung eines Asteroiden nach ihm: (6258) Rodin

## Werk

### Wegbereiter der Moderne

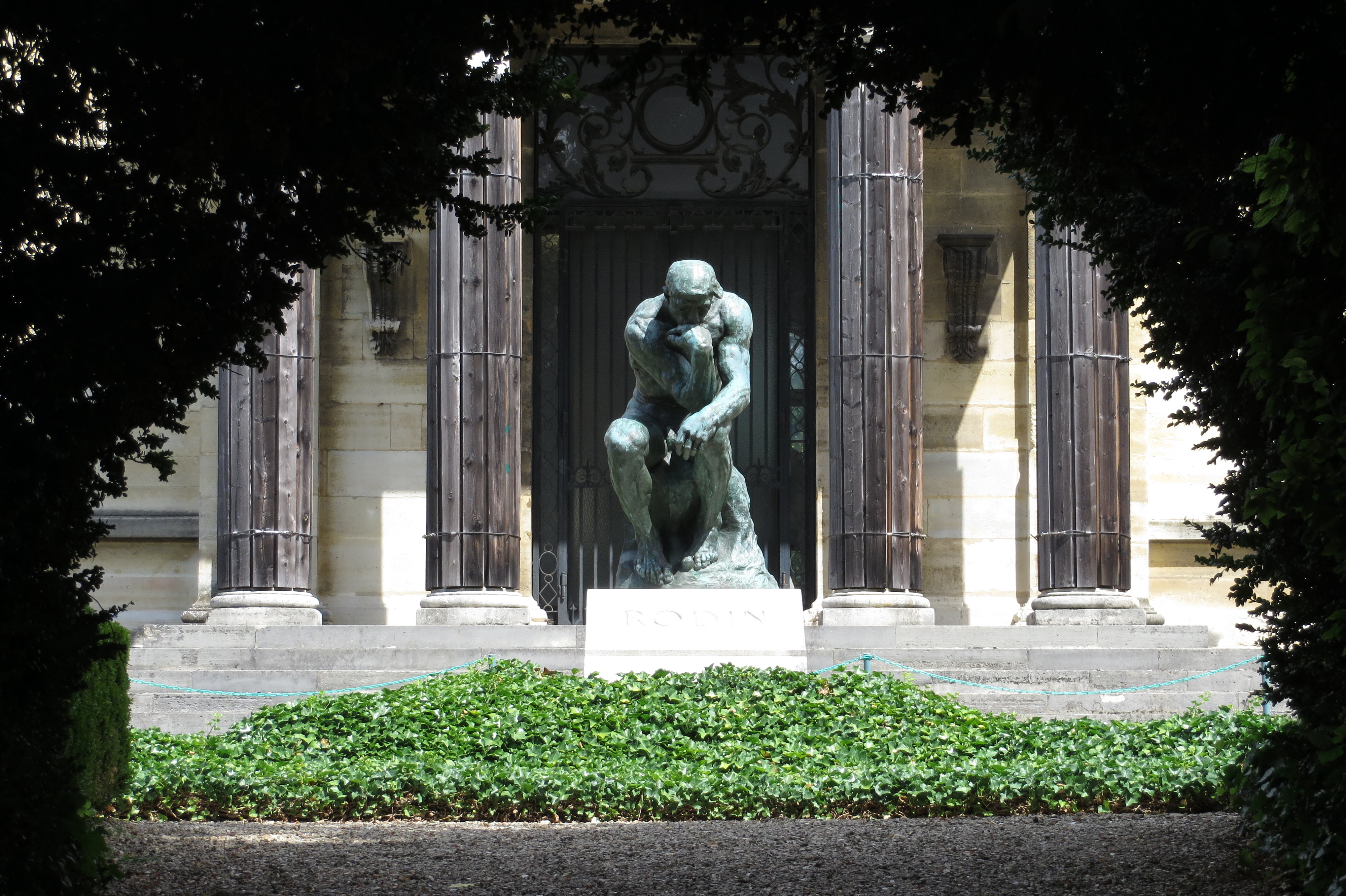
Grabstelle auf dem Gelände des Musée Rodin de Meudon

Auguste Rodin gilt als ein bedeutender Wegbereiter der Moderne, der neue Maßstäbe vor allem auf dem Gebiet der Plastik und der Skulptur setzte und die Kunst seiner Nachfolger auf verschiedenste Weise beeinflusste. Im Gegensatz zu anderen großen Bildhauern seiner Zeit (zum Beispiel Albert-Ernest Carrier-Belleuse) widersetzte er sich dem vorherrschenden idealisierenden Akademismus und versuchte sich in neuen Darstellungsformen, ohne dabei jedoch die Tradition aus den Augen zu verlieren. Im Gegenteil verstand er sich und seine Kunst dabei als „Brücke zwischen Gestern und Morgen“. Zu den wichtigsten Einflüssen zählen wohl die Bildhauer der griechischen Antike sowie Donatello und vor allem Michelangelo. Rodins Stil wurde immer wieder neu einzuordnen versucht, unter anderem beispielsweise als impressionistisch („Kunst der Buckel und Höhlungen“, Rodin), symbolistisch oder realistisch. Auch als Vorbereiter des Expressionismus und des Kubismus wurde er angesehen.
Speziell das Non-finito darf dabei als bedeutendes Stilmerkmal vieler seiner Werke gelten, das prägend für viele kommende Künstler werden sollte. Im Gegensatz jedoch zu beispielsweise Michelangelos unvollendeten Werken, die meist aus Gründen wie Geldmangel oder wegen seiner starken Zweifel – der ursprünglichen Idee in der Umsetzung gerecht werden zu können – in diesem Zustand belassen wurden, versuchte Rodin, dieses Fragmentarische in voller Absicht als ausdruckstragendes Stilmittel zu verwenden.
Überaus modern und seiner Zeit weit voraus sind insbesondere seine Assemblagen, die durch Neu-Kombination von Teilen bereits bestehender Werke andere Sinnzusammenhänge erschließen. Auch seine erst spät entstandenen eigenständigen Zeichnungen und Aquarelle (im Gegensatz zu den Werk-Skizzen, Studien und Kopien), die mit sparsamsten Mitteln über große Ausdruckskraft verfügen, dürfen als recht kühn angesehen werden.
Eine Handvoll erotischer Zeichnungen, die 1906 in Weimar ausgestellt wurden, führte sogar zum Rücktritt des damaligen Direktors des großherzoglichen Museums in Weimar, Harry Graf Kessler. Der Vorfall ging als Rodinskandal in die Geschichte ein. Dieser Teil seines Schaffens ist weit weniger bekannt als sein bildnerisches Werk.

### „Der Mann mit der gebrochenen Nase“
Der Mann mit der gebrochenen Nase (L’homme au nez cassé), 1864: Mit dem markanten Kopf eines seiner ersten Werke brach Rodin zum ersten Mal mit den glatten, erstarrten Schönheitsidealen der akademischen Salon-Kunst. Zunächst jedoch war der Büste, für die ein Arbeiter des Pariser Pferdemarktes Modell stand und die zugleich an die Gesichtszüge von Rodins großem Vorbild Michelangelo erinnert, kein Erfolg beschieden: sie wurde von der Jury des Pariser Salons abgelehnt. Der künstlerische und kommerzielle Erfolg Rodins ließ somit noch einige Jahre auf sich warten. In Deutschland kam der Durchbruch für Rodin, als die Staatlichen Kunstsammlungen in Dresden Anfang des 20. Jahrhunderts die Büste für ihre Sammlung erwarben.

### „Die Bürger von Calais“

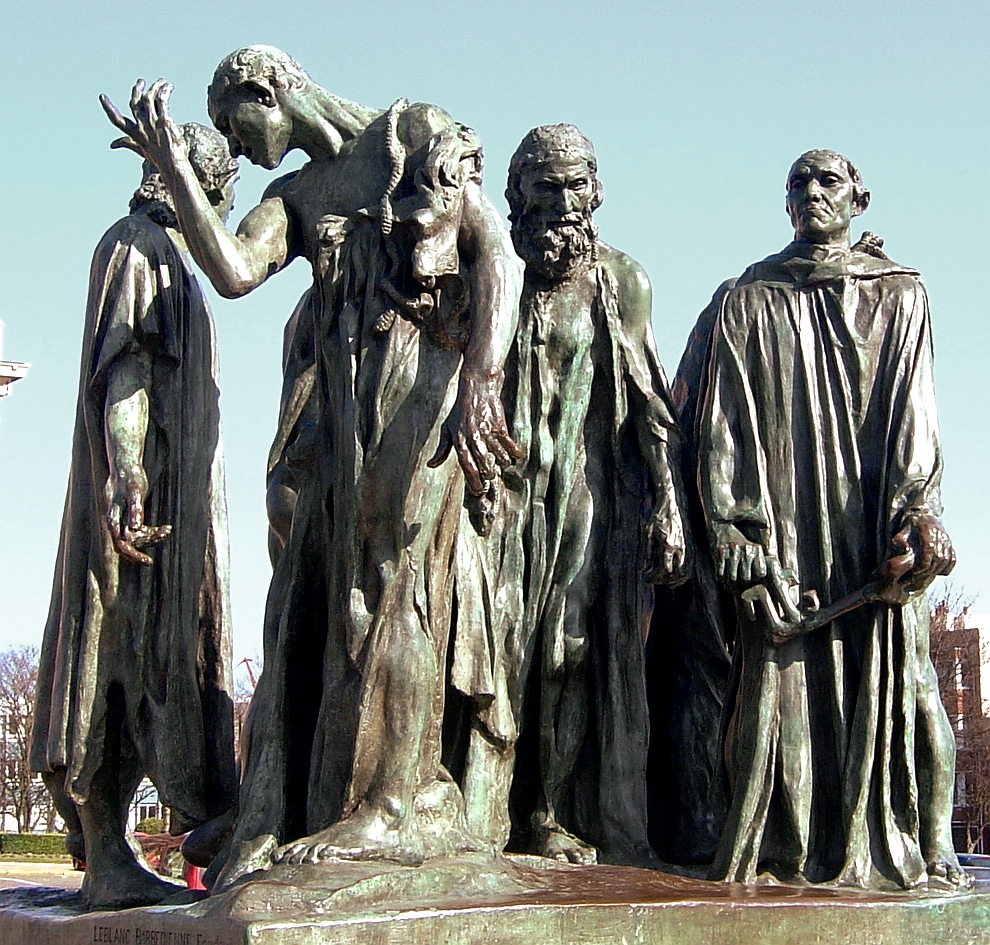
Die Bürger von Calais
(Place de l’Hôtel de Ville in Calais)

1885 erhielt Auguste Rodin von der Stadt Calais den Auftrag für ein Denkmal, mit dem der sechs legendären Edelbürger der Stadt gedacht werden sollte, die bereit waren, sich 1347 während der englischen Belagerung im Hundertjährigen Krieg für das Wohl der Stadt zu opfern.
Rodins Werk Die Bürger von Calais (Les Bourgeois de Calais) ist ein Paradebeispiel für seine innovative, ja teilweise revolutionäre Kunstauffassung. Besonders in der damaligen Denkmalskunst galt die Frage der Präsentation als zentrales Würde-Motiv des Werkes. Rodins Entwurf sah statt des gängigen erhabenen Sockels einzig eine Plinthe vor und holt damit seine Bürger auf Augenhöhe der Betrachter gleichsam auf den Boden zurück. Vielfach wurde hierbei von der „Demokratisierung“ der Plastik im Allgemeinen und der Denkmalskunst im Speziellen gesprochen. Erst 1895, nach mehreren Entwürfen und zähen Auseinandersetzungen, gelangten seine Bürger zur Aufstellung, jedoch zunächst nur mit Marmorsockel und an anderer Stelle. Erst 1945 wurde die Gruppe vor dem Rathaus in Calais ebenerdig platziert.
Ein weiteres auffälliges Merkmal der Gruppe ist ihre Allansichtigkeit, die der monumentalen Denkmaltradition der Frontalansicht den Laufpass gibt.
Rodin fokussierte bei den jeweils ganz individuell gestalteten Gruppenmitgliedern besonders auf die Hände als bedeutendsten Ausdrucksträger nicht nur dieses Werks. Zum einen die Körperhaltung der Figuren, zum anderen die „sprechenden“, charaktervollen Hände verdeutlichen die unterschiedlichsten Gefühle der dem Opfertod entgegenblickenden Bürger deutlich. Keinem der einzeln benennbaren Bürger wird seine Individualität genommen, obwohl sie alle zusammen als (wenngleich recht heterogene) Schicksalsgemeinschaft erscheinen – es ist auch dieser Spagat, der das Werk Rodins zu einem seiner unumstrittenen Hauptwerke macht.

### „Das Höllentor“

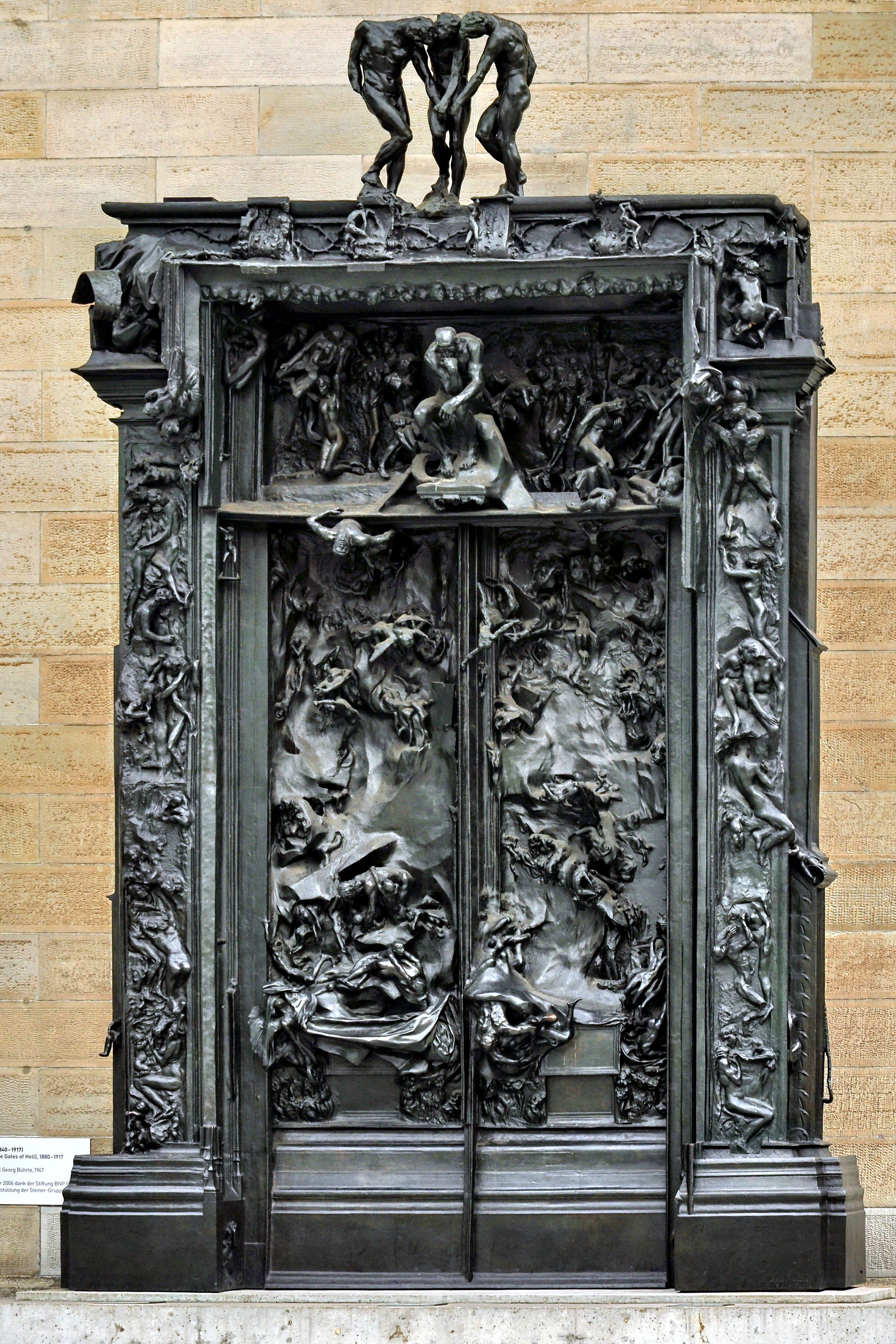
Das Höllentor, vierter Bronzeabguss des Portals beim Kunsthaus Zürich, seit 1949 an diesem Standort

Das Höllentor (La porte de l’enfer) kann wohl als eigentliches Haupt- und Lebenswerk Rodins angesehen werden. Rodin erhielt bereits 1880 vom französischen Staat den Auftrag, ein Bronzeportal für das neue Musée des Arts Décoratifs in Paris zu entwerfen. Der Entwurf gelangte nie zur ursprünglich fest geplanten Ausführung. Trotzdem arbeitete Rodin daran annähernd 37 Jahre weiter, bis kurz vor seinem Tod im Jahr 1917, wobei er viele Figuren aus ihrem ursprünglichen Kontext isolieren und zu eigenständigen Kunstwerken erheben sollte – das bekannteste Beispiel ist hierbei sicherlich Der Denker (Le Penseur).
Erst postum (1926) wurde der erste Bronzeguss des Höllentors angefertigt. Die ursprüngliche literarische Inspiration für das Werk war Dante Alighieris Göttliche Komödie; im Laufe der Be- und Überarbeitung befruchteten noch andere Werke, besonders Charles Baudelaires Die Blumen des Bösen, die Darstellung der verdammten Gestalten, die den existenziellen Kampf gegen die Hoffnungslosigkeit und Endgültigkeit des Todes führen.
Octave Mirbeau erklärte: „Rodin hat seine Phantasie frei laufen lassen […]. Diese gewaltige lyrische Komposition umfasst mehr als 300 Figuren, von denen jede eine andere Haltung oder Empfindung verkörpert, jede in einer gewaltigen Synthese eine Form menschlicher Leidenschaft, Pein oder Verfluchung zum Ausdruck bringt.“

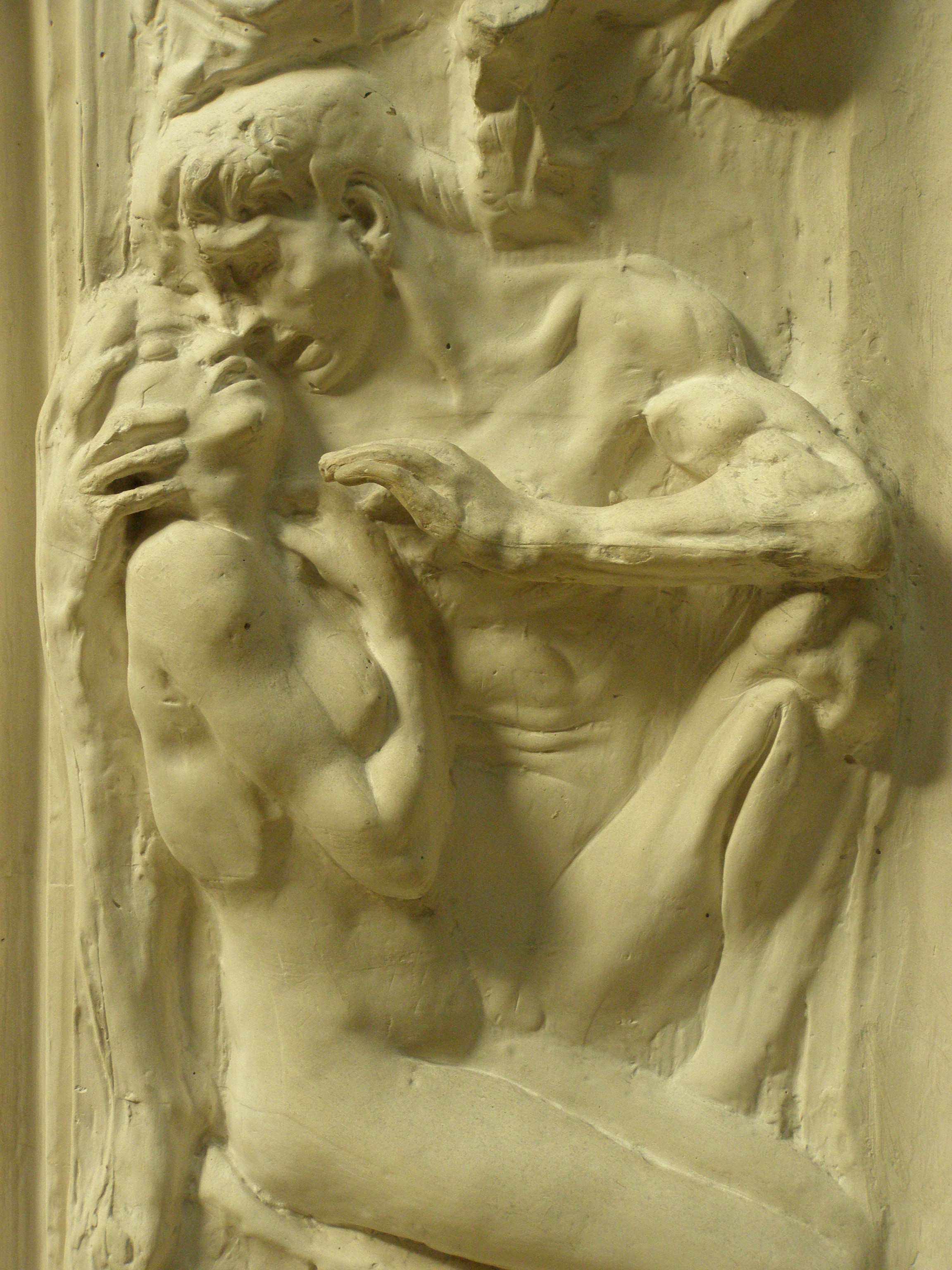
Das Höllentor
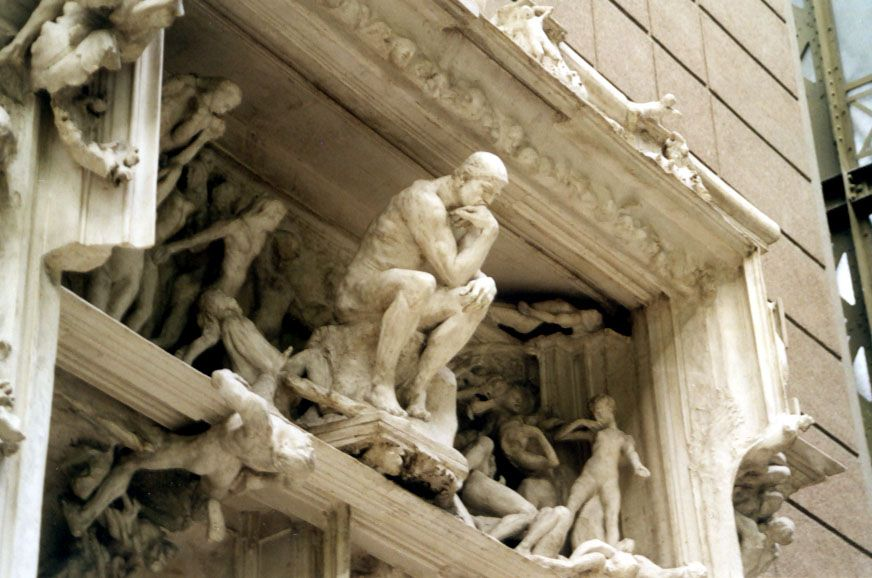
Detail: Der Denker (Kopie im Musée d’Orsay in Paris)
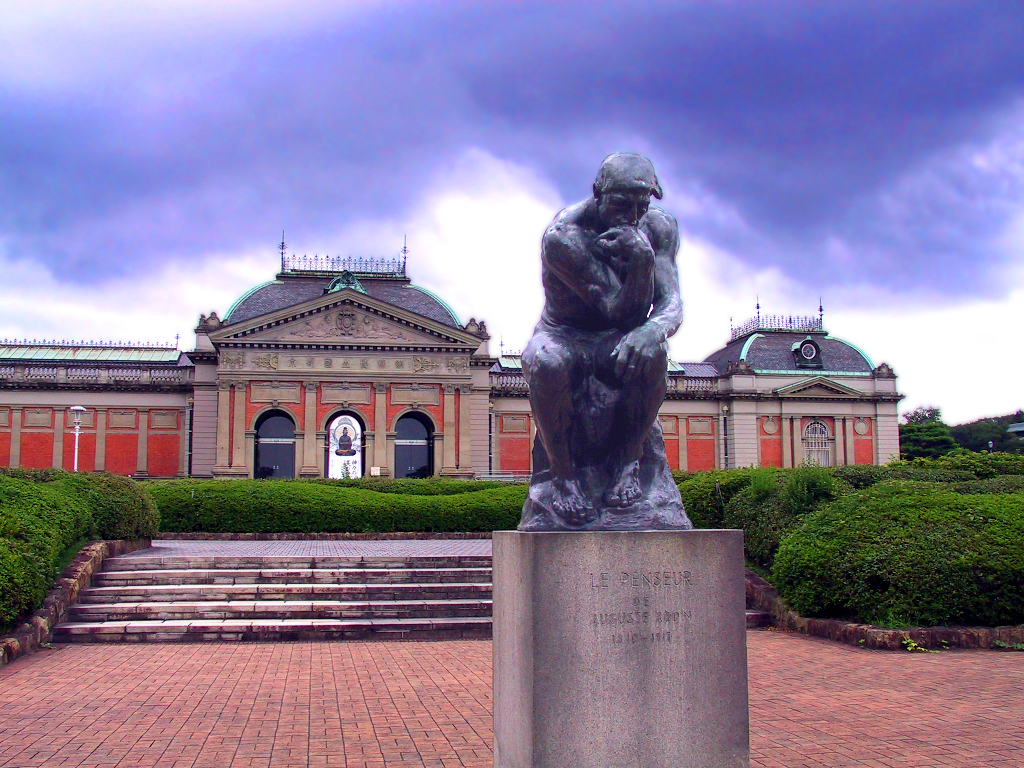
Der Denker vor dem Nationalmuseum Kyōto in Japan
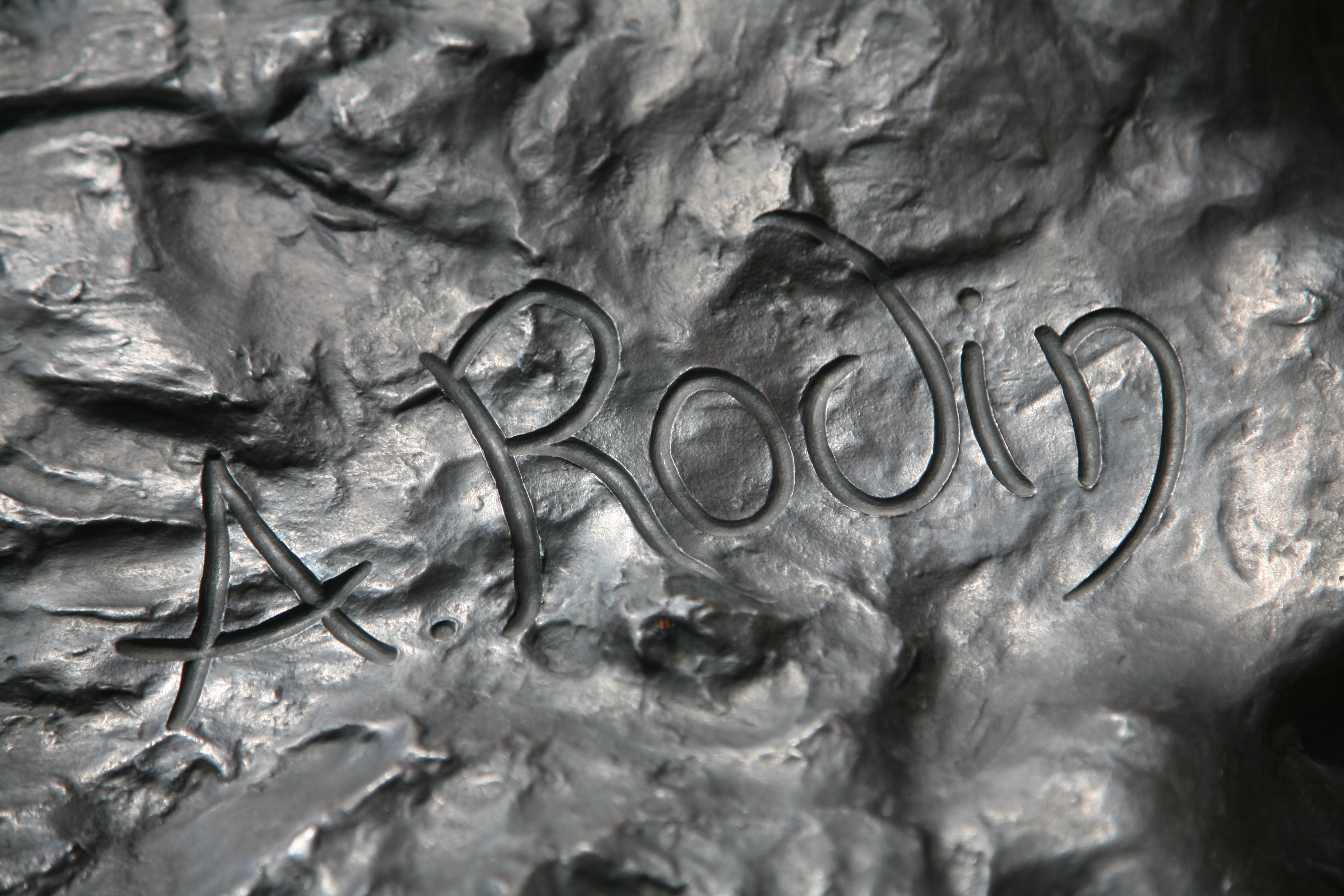
Rodins Signatur auf dem Denker

### Liste der Werke

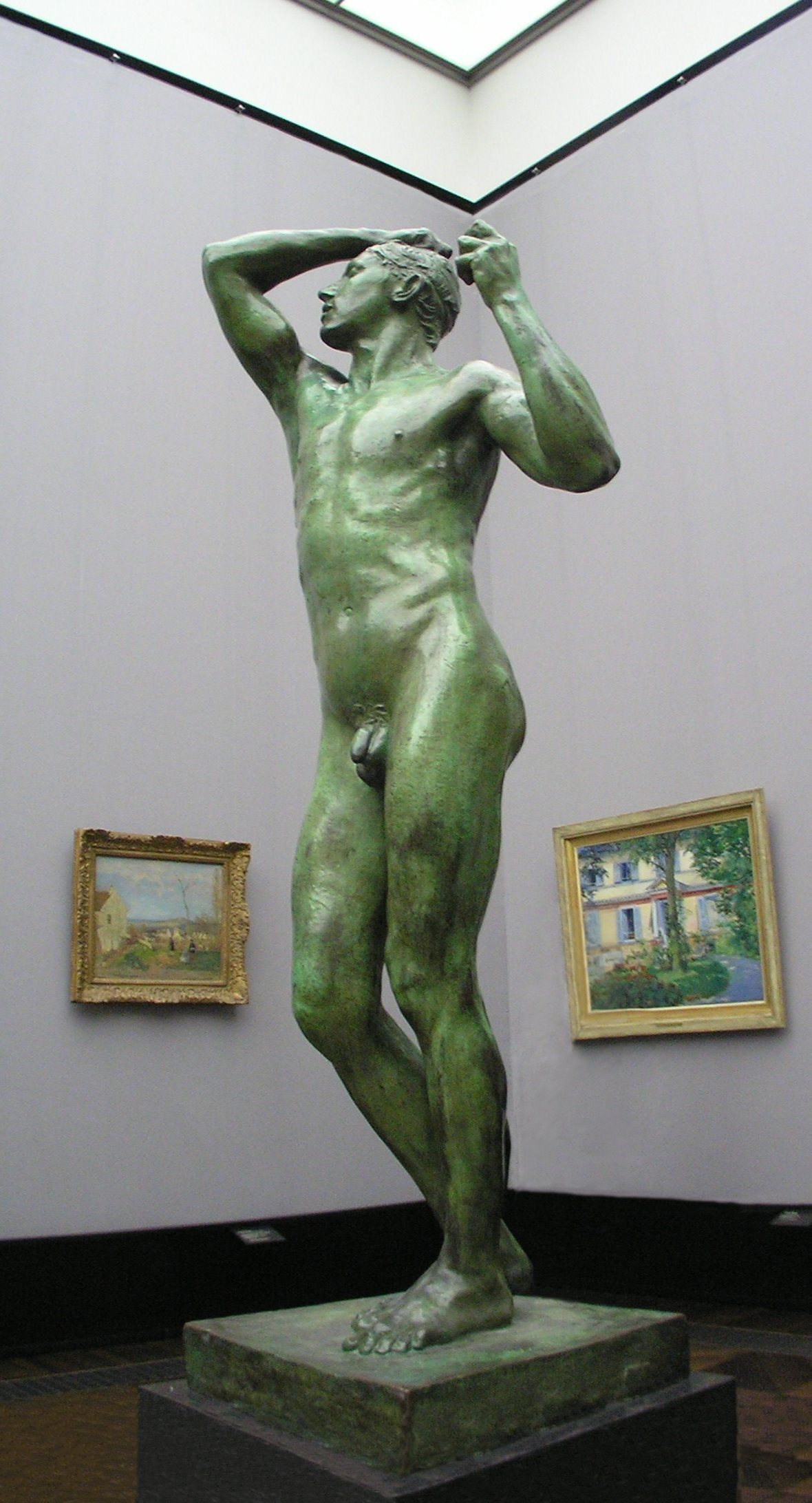
Das Eherne Zeitalter (1875/76)

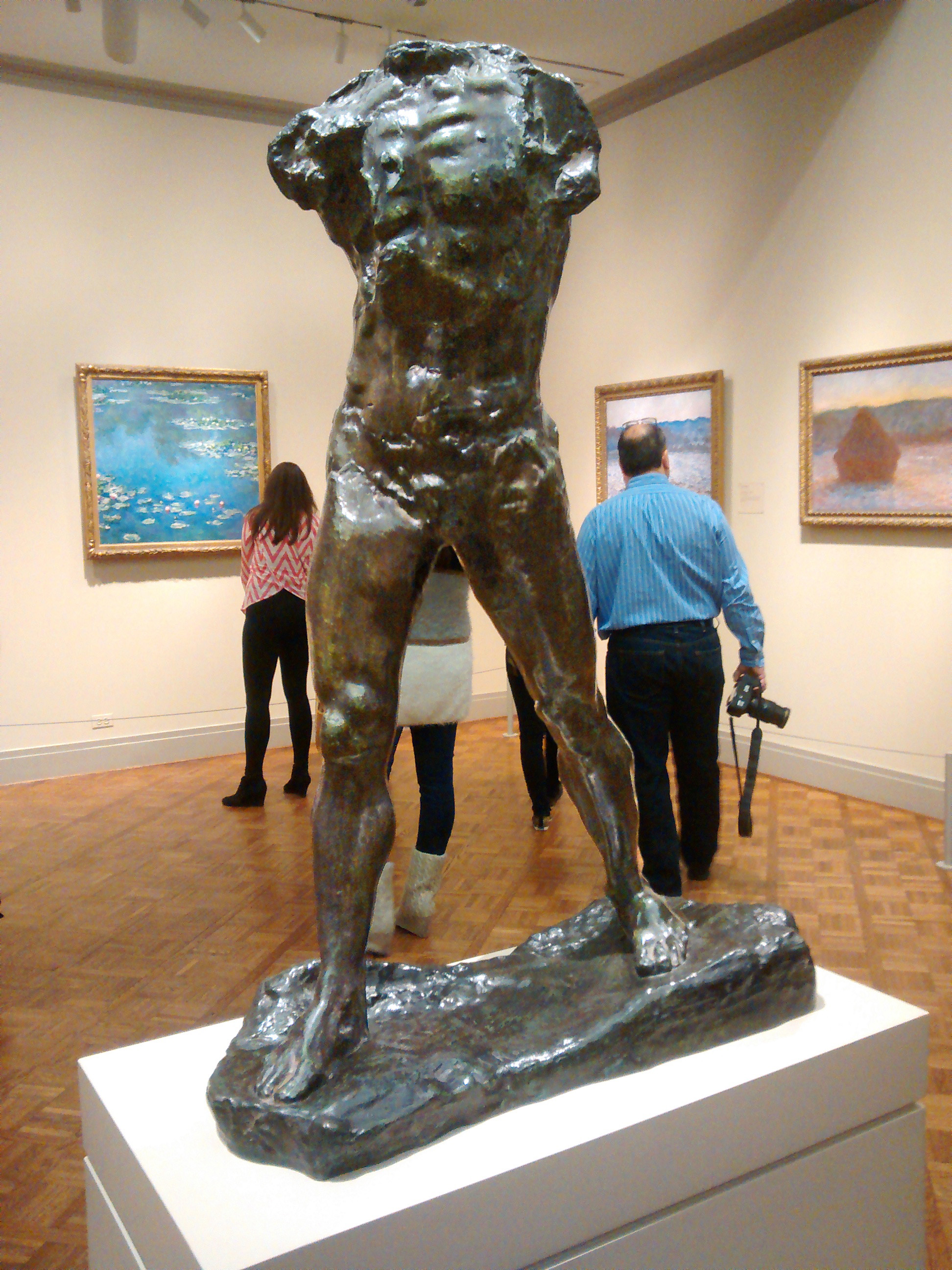
Schreitender Mann (1877/78)

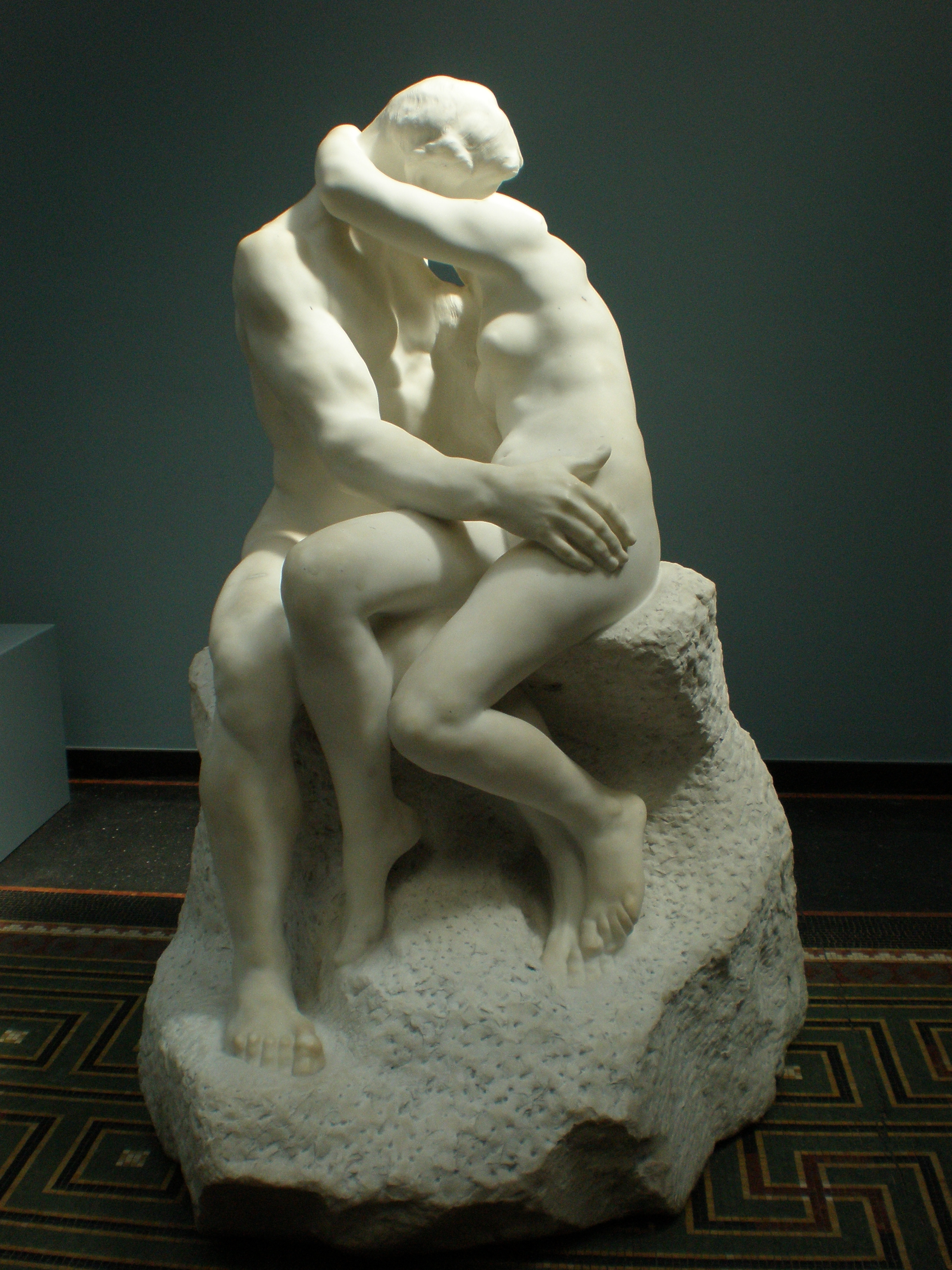
Der Kuss (1886): dritte Kopie der Skulptur, Ny Carlsberg Glyptotek

| 1863      | Büste des Peter Eymard                                             |
| 1864      | Der Mann mit der gebrochenen Nase                                  |
| 1875/1876 | Das Eherne Zeitalter                                               |
| 1877      | Der Besiegte                                                       |
| 1878      | Johannes der Täufer                                                |
| 1877/1878 | Schreitender Mann                                                  |
| 1879      | Ruf zu den Waffen                                                  |
| 1880      | Adam oder der große Schatten                                       |
| 1880      | Der Denker                                                         |
| 1880/1882 | Kauernde                                                           |
| 1881      | Eva                                                                |
| 1881      | Die drei Schatten                                                  |
| 1882      | Büste des Bildhauers Jules Dalou                                   |
| 1884      | Fugit amor                                                         |
| 1884      | Ewiger Frühling                                                    |
| 1885–1889 | Denkmal der Bürger von Calais                                      |
| 1885      | Geiz und Wollust                                                   |
| 1885      | Das Höllentor                                                      |
| 1885      | Die Danaide                                                        |
| 1885      | Toilette der Venus                                                 |
| 1885      | Die, die des Helmschmiedes einstmals schöne Frau war               |
| 1886      | Faun und Nymphe                                                    |
| 1886      | Der Kuss                                                           |
| 1887      | Die Zentaurin                                                      |
| 1889      | Das ewige Idol                                                     |
| 1890–1891 | Iris                                                               |
| 1894      | Christus und Magdalena                                             |
| 1895      | Der Fall eines Engels                                              |
| 1897      | Denkmal für Balzac (zuvor mehrere Studien, als Akt und bekleidet)  |
| 1902      | Der Denker (Bronze)                                                |
| 1905      | Paolo und Francesca                                                |
| 1906–1911 | Hanako-Zyklus, Masken und Büsten nach Madame Hanako alias Ōta Hisa |
| 1907      | Büste der Helene von Nostitz                                       |
| 1908      | La Cathédrale                                                      |
| 1909      | Denkmal für Victor Hugo (Wien, Belvedere)                          |
| 1909      | Torso einer jungen Frau                                            |
| 1910      | Tanzstudien                                                        |

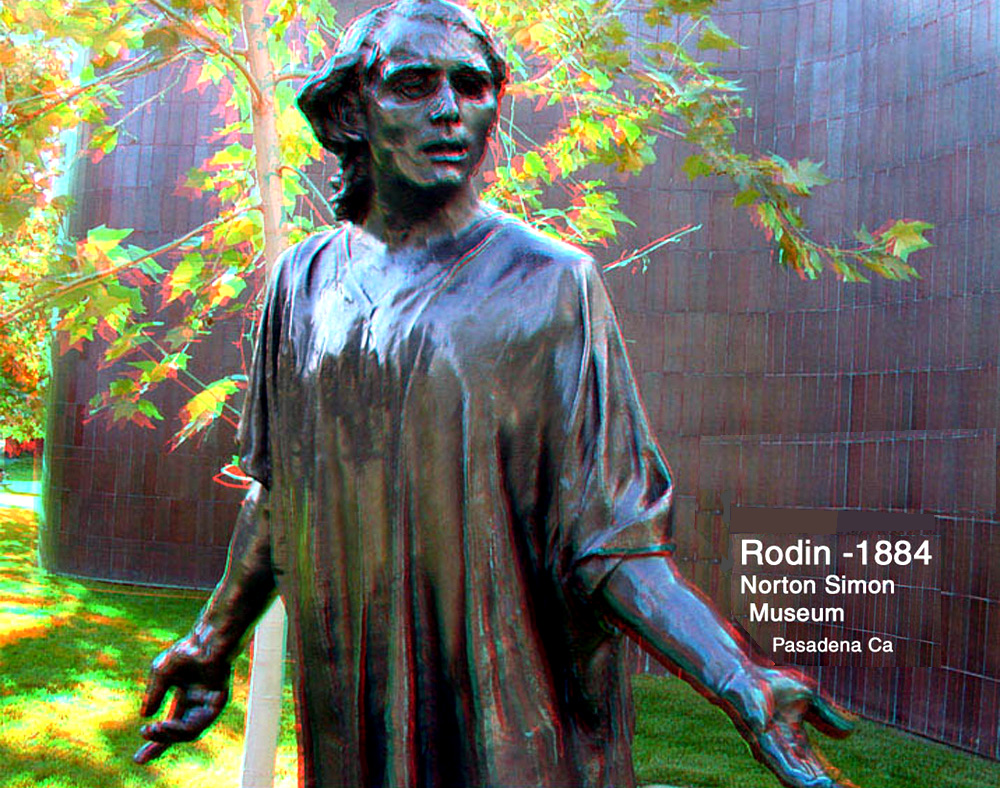
Studie zu Die Bürger von Calais (1884), Norton Simon Museum, Pasadena, Kalifornien
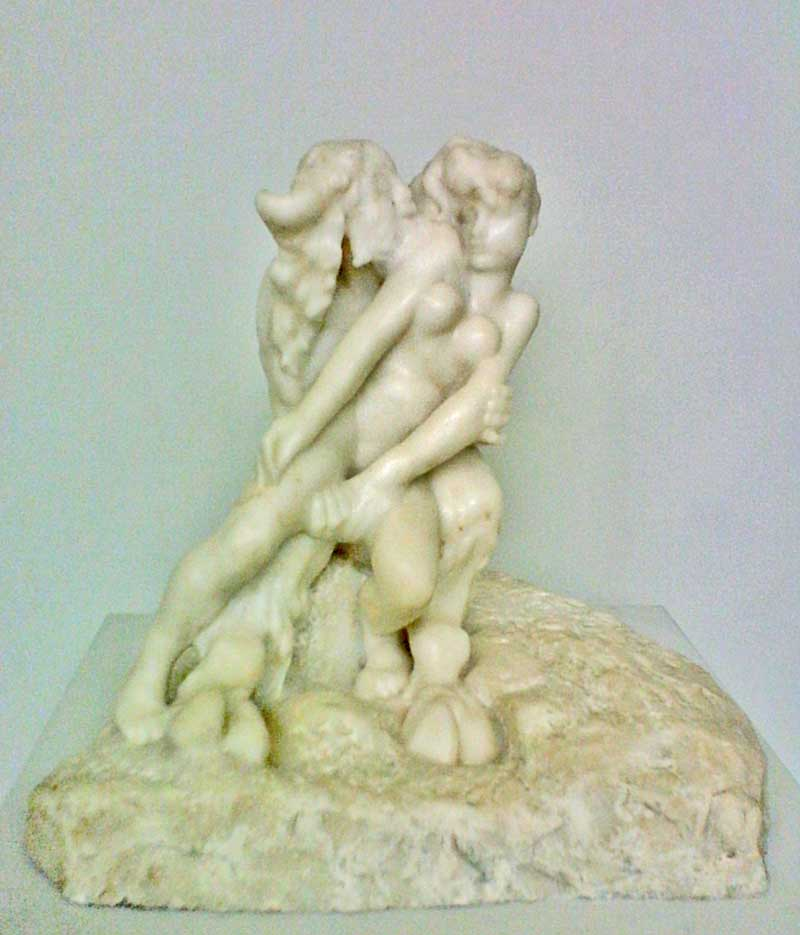
Faun und Nymphe (1885/86), Museum Folkwang, Essen
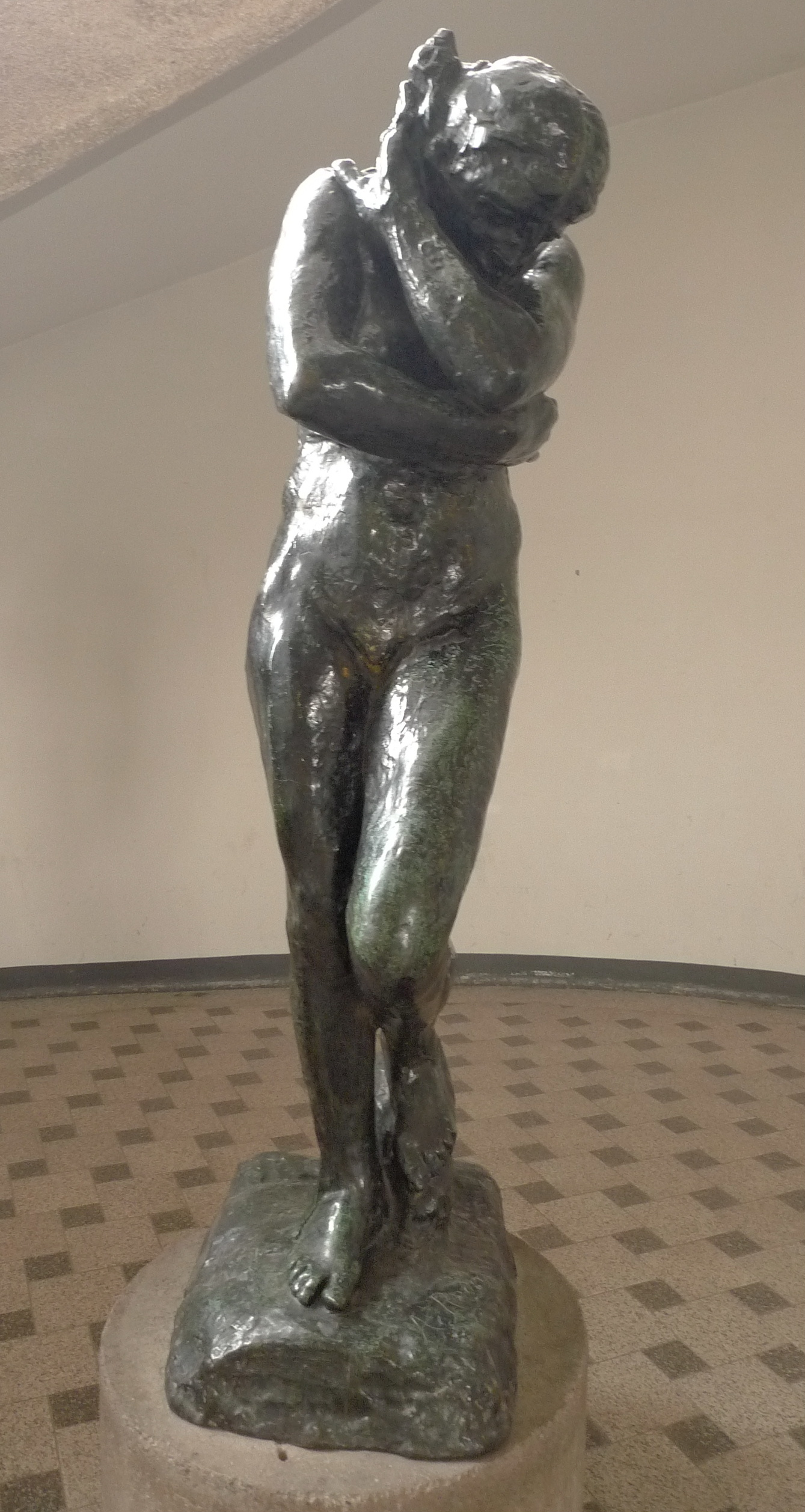
Eva (1888), Eingangshalle des Hauptgebäudes der Bauhaus-Universität Weimar
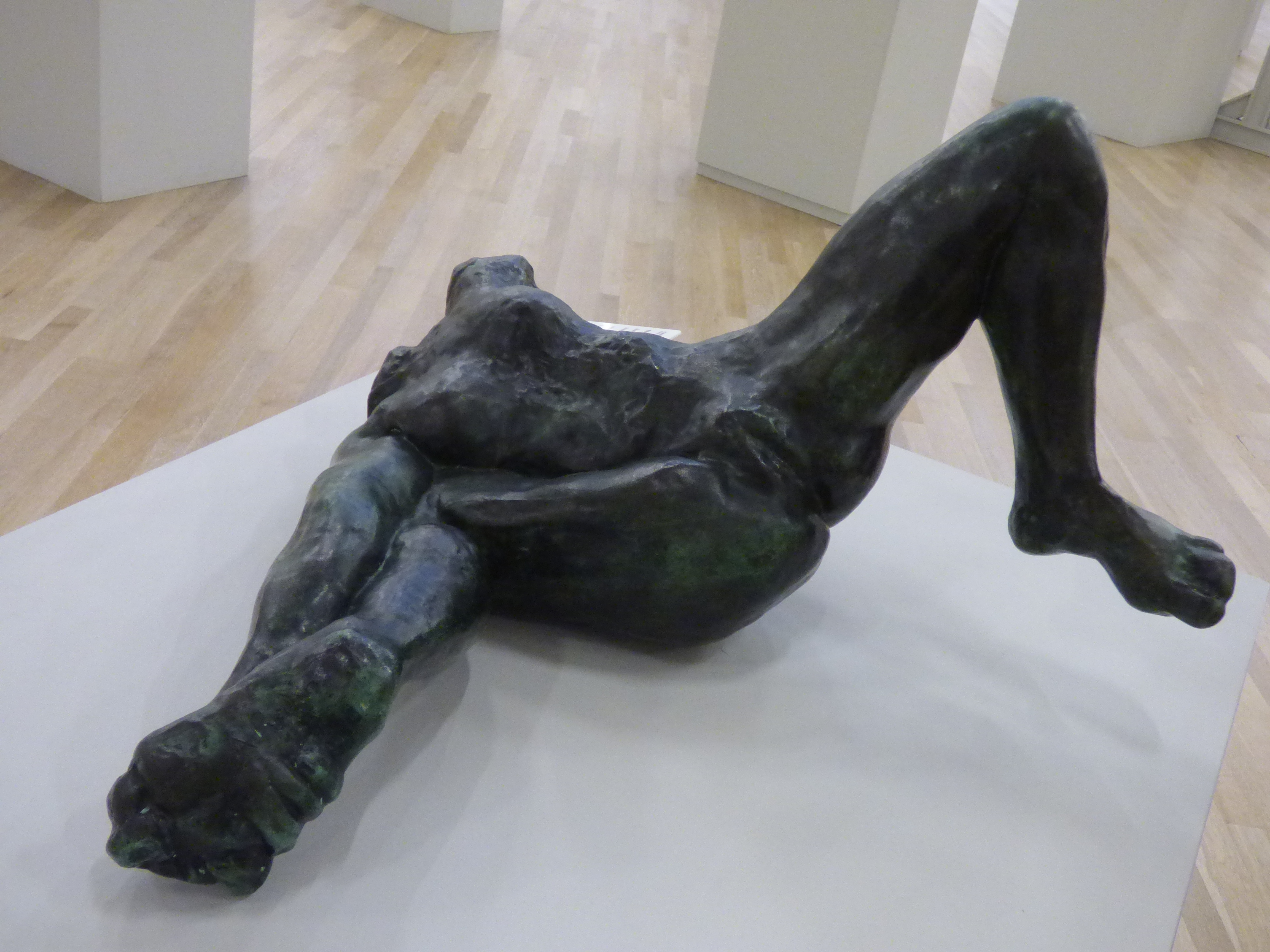
Iris (1890–1891), Museo Soumaya Mexiko-Stadt
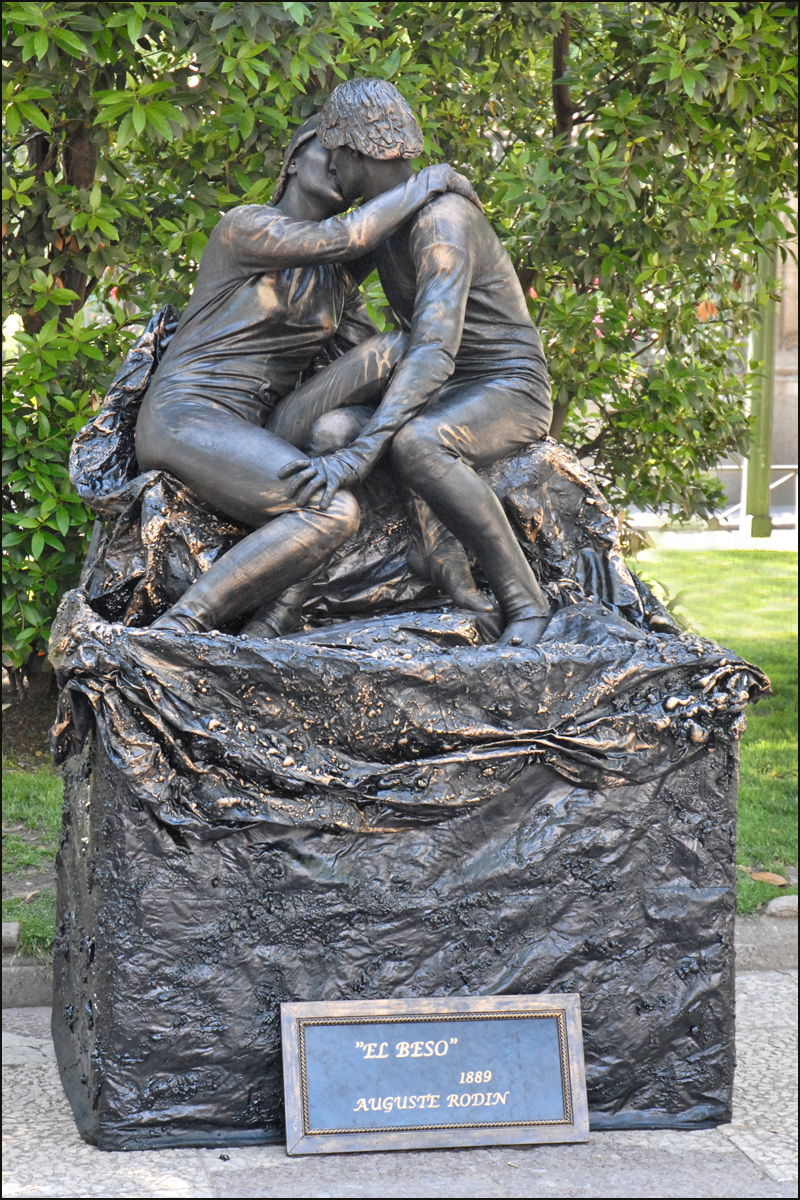
Der Kuss (1889) mit verhüllten Körpern, am Paseo de Recoletos, Madrid
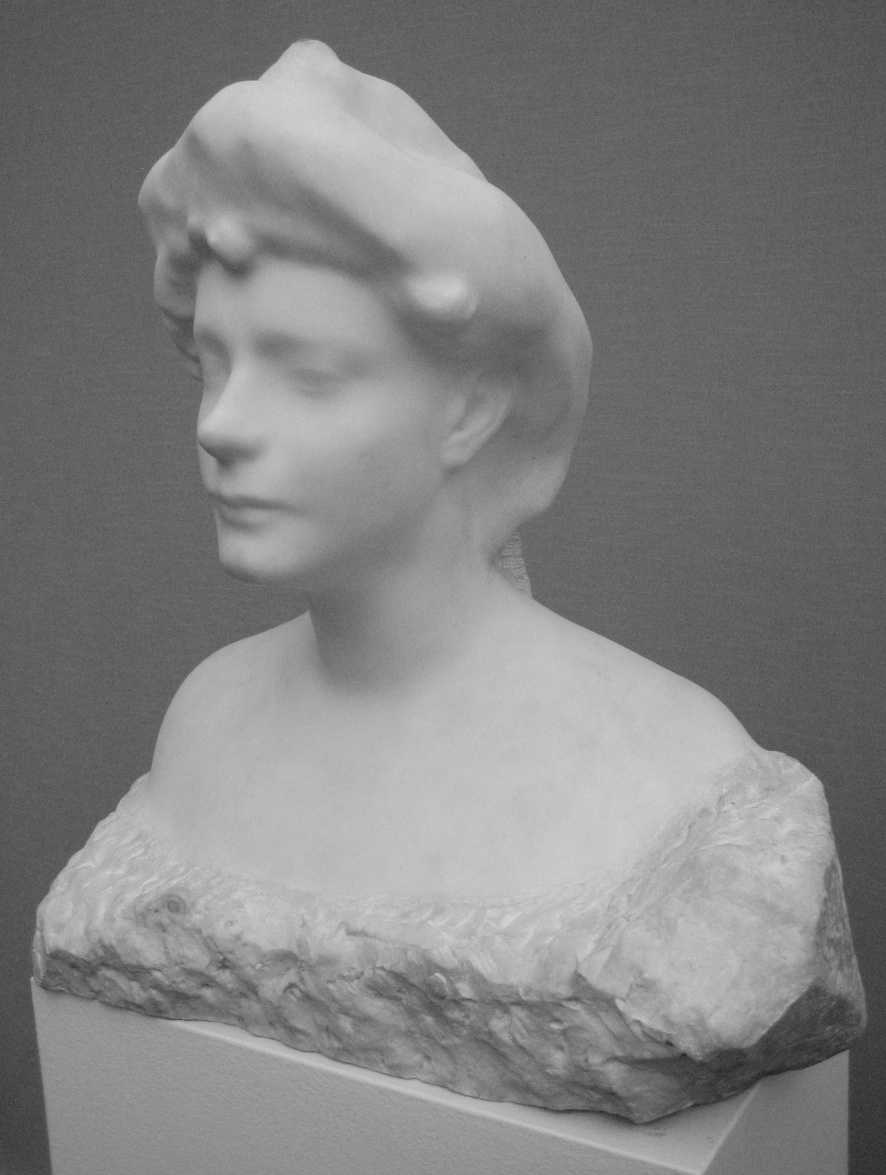
Helene von Nostitz (1907), Neue Pinakothek München

## Ausstellungen (Auswahl)
- 2017: Rodin. L’exposition du centenaire. Katalog. Grand Palais, Paris.

## Verschiedenes
- Der russische Choreograph Boris Eifman brachte 2011 sein Ballettstück Rodin in Sankt Petersburg zur Uraufführung.[11]

## Mehrsprachige Ausgaben
- Der Zweck in der Kunst / Le but dans l´art. Aus dem Französischen von Paul Prina. Calambac Verlag, Saarbrücken 2023, ISBN 978-3-943117-23-3

## Filme
- Auguste Rodin (OT: Rodin), Spielfilm, Frankreich, Belgien 2017, Regie: Jacques Doillon. Rodin: Vincent Lindon, Claudel: Izïa Higelin.[12]
- Rodin. Wegbereiter der Moderne. (OT: La turbulence Rodin.) Dokumentarfilm, Frankreich, 2017, 52:05 Min., Buch und Regie: Claire Duguet und Leslie Grunberg, Produktion: arte France, Schuch Productions, RMN-Grand Palais, Erstsendung: 2. April 2017 bei arte, Inhaltsangabe von arte.
- Divino#Inferno. Auguste Rodin und sein Höllentor. (OT: Et Rodin créa la „Porte de l'Enfer“.) Dokumentarfilm, Frankreich, 2017, 60:43 Min., Buch: Zoé Balthus und Bruno Aveillan, Regie: Bruno Aveillan, Produktion: arte France, Les Bons Clients, RMN-Grand Palais, Erstsendung: 2. April 2017 bei arte, Inhaltsangabe von ARD.
- Camille Claudel. Spielfilm, Frankreich, 1988, 2 Std. 26 Min. 42 Sek., Regie: Bruno Nuytten, u. a. mit Madeleine Robinson als Mutter, Isabelle Adjani als Camille Claudel und Gérard Depardieu als Rodin. Das Doku-Drama erhielt zwei Nominierungen für den Oscar 1990 und gewann in sieben von vierzehn nominierten Kategorien des César 1989.